# Rodolfo Pini
Rodolfo Pini (* 12. November 1926; † 31. Mai 2000) war ein uruguayischer Fußballspieler.

## Verein
Der Mittelfeldspieler stieß 1940 zum montevideanischen Großklub Nacional, dessen Kader der auch 1950 noch angehörte. Bereits 1940 kam er in der Primera División im Entscheidungsspiel um die Meisterschaft des Jahres 1939 gegen den Club Atlético Peñarol zum Einsatz. Mit den Bolsos gewann er mindestens 1939, 1940, 1942, 1943, 1947 und 1950 die uruguayische Meisterschaft. Insgesamt absolvierte er 160 Partien für Nacional. Von 1951 bis 1952 stand er in Reihen der Rampla Juniors.

## Nationalmannschaft
Pini war Mitglied der uruguayischen Fußballnationalmannschaft, nahm mit ihr an der Fußball-Weltmeisterschaft 1950 teil und wurde Weltmeister. Eingesetzt wurde er im Verlaufe des Turniers jedoch nicht. Auch bei der Copa Río Branco 1945, 1946, 1947 und 1950 wirkte er mit. Pini absolvierte im Zeitraum vom 17. Mai 1944 bis zum 18. Mai 1950 insgesamt sieben Länderspiele, bei denen er zwei Treffer erzielte.

## Trainertätigkeit
Nach der aktiven Karriere war Pini auch als Trainer bei den Rampla Juniors tätig.

## Erfolge
- Weltmeister (1950)
- mind. 6× Uruguayischer Meister (1939, 1940, 1942, 1943, 1947 und 1950)